# Museo de Esperanto de Subirats
El Museo de Esperanto de Subirats conocido anteriormente como Hispana Esperanto-muzeo (Museo Español de Esperanto),  es una notable colección privada de objetos relacionados con el idioma internacional esperanto, situado en la localidad catalana de San Pablo de Ordal, en el municipio de Subirats, Alto Panadés, provincia de Barcelona. Se trata del material recogido durante muchos años por Lluís Hernández Yzal (Barcelona, 1917 - San Pablo de Ordal (Subirats), 2002) con la ayuda de su mujer, Teresa Massana.

## Inicios
Se inauguró como museo en el año 1968 formando parte de las dependencias de la farmacia del pueblo, regentada por el mismo Lluís Hernández. Debido al constante crecimiento del fondo y la insuficiencia de espacio, en 1974 se compró un terreno sobre el que se construyó el edificio que acoge el museo actualmente. Con la muerte del fundador en el año 2002, el museo atravesó un período de inactividad hasta que el 10 de abril de 2010 se volvió a abrir oficialmente al público, gracias a una iniciativa impulsada por diferentes agentes: la familia propietaria del museo, el Patronato de Turismo de Subirats y la Asociación Catalana de Esperanto. La reapertura mereció la atención de una conexión en directo del Telenotícies de TV3. Posteriormente la iniciativa se vinculó estrechamente con la promoción que realiza el Patronato de Turismo de Subirats.  
El museo cerró sus puertas en 2021, y sus fondos pasaron al Archivo Municipal, donde actualmente se trabaja para crear un Centro de Interpretación del Esperanto.

## Fondos
Se calcula que el museo contiene unos 15.000 boletines y revistas de esperanto correspondientes a unas 400 cabeceras diferentes. El número de libros se acerca a los 8.000, el apartado de carteles y folletos, principalmente relacionados con congresos, se calcula en unos 1.500. El conjunto de postales coleccionadas suman, entre las esperantistas y no esperantistas, 150.000 ejemplares.
Entre los objetos más curiosos se puede encontrar un rollo de película de formato 9'5 m / m que muestra las imágenes de un congreso catalán celebrado en Ripoll en 1935 y unas libretas manuscritas por el mismo L. L. Zamenhof que corresponden a la traducción de Los bandidos, de Friedrich von Schiller.
También son interesantes un conjunto de botellas de cava etiquetadas en esperanto, los populares "ŝlosiloj" pequeños manuales de bolsillo para aprender el esperanto y que se editaron en multitud de lenguas y algunas imágenes de la estancia de Luis Lázaro Zamenhof en Barcelona en 1909.